# Ewartia
Ewartia é um género botânico pertencente à família Asteraceae.